# Stopa uzorka
Stopa uzorka (eng. sample rate), mjera čija je mjerna jedinica u Hz poput frekvencija. To predstavlja broj digitalnih uzoraka snimljenih u sekundi potrebnih za prikaz vizualne predodžbe zvučnog signala (mora).